# Supercoppa di Germania (pallacanestro)
La Supercoppa di Germania di pallacanestro è un trofeo nazionale tedesco organizzato annualmente dal 2006 tra il vincitore del campionato e il vincitore della Coppa di Germania.

## Albo d'oro
- 2006  Cologne 99ers
- 2007  Bamberga
- 2008  Alba Berlino
- 2009  EWE Oldenburg
- 2010  Bamberger
- 2011  Bamberger
- 2012  Bamberger
- 2013  Alba Berlino
- 2014  Alba Berlino
- 2015  Bamberger
- 2016 non disputata
- 2017 non disputata

## Vittorie per club
| Squadra         | Vittorie | Anni                         |
| --------------- | -------- | ---------------------------- |
| Bamberger       | 5        | 2007, 2010, 2011, 2012, 2015 |
| Alba Berlino    | 3        | 2008, 2013, 2014             |
| RheinStars Köln | 1        | 2006                         |
| EWE Oldenburg   | 1        | 2009                         |

## Record
Il giocatore che detiene il numero maggiore di edizioni vinte è:
| Nome           | Club                           | Vittorie | Anni                   |
| -------------- | ------------------------------ | -------- | ---------------------- |
| Casey Jacobsen | Alba Berlino (1) Bamberger (3) | 4        | 2008, 2010, 2011, 2012 |

Gli allenatori che detengono il numero maggiore di edizioni vinte sono:
| Nome            | Club                               | Vittorie | Anni             |
| --------------- | ---------------------------------- | -------- | ---------------- |
| / Chris Fleming | Bamberger (3)                      | 3        | 2010, 2011, 2012 |
| Saša Obradović  | Cologne 99ers (1) Alba Berlino (2) | 3        | 2006, 2013, 2014 |